# Roberto Caracciolo (vescovo)

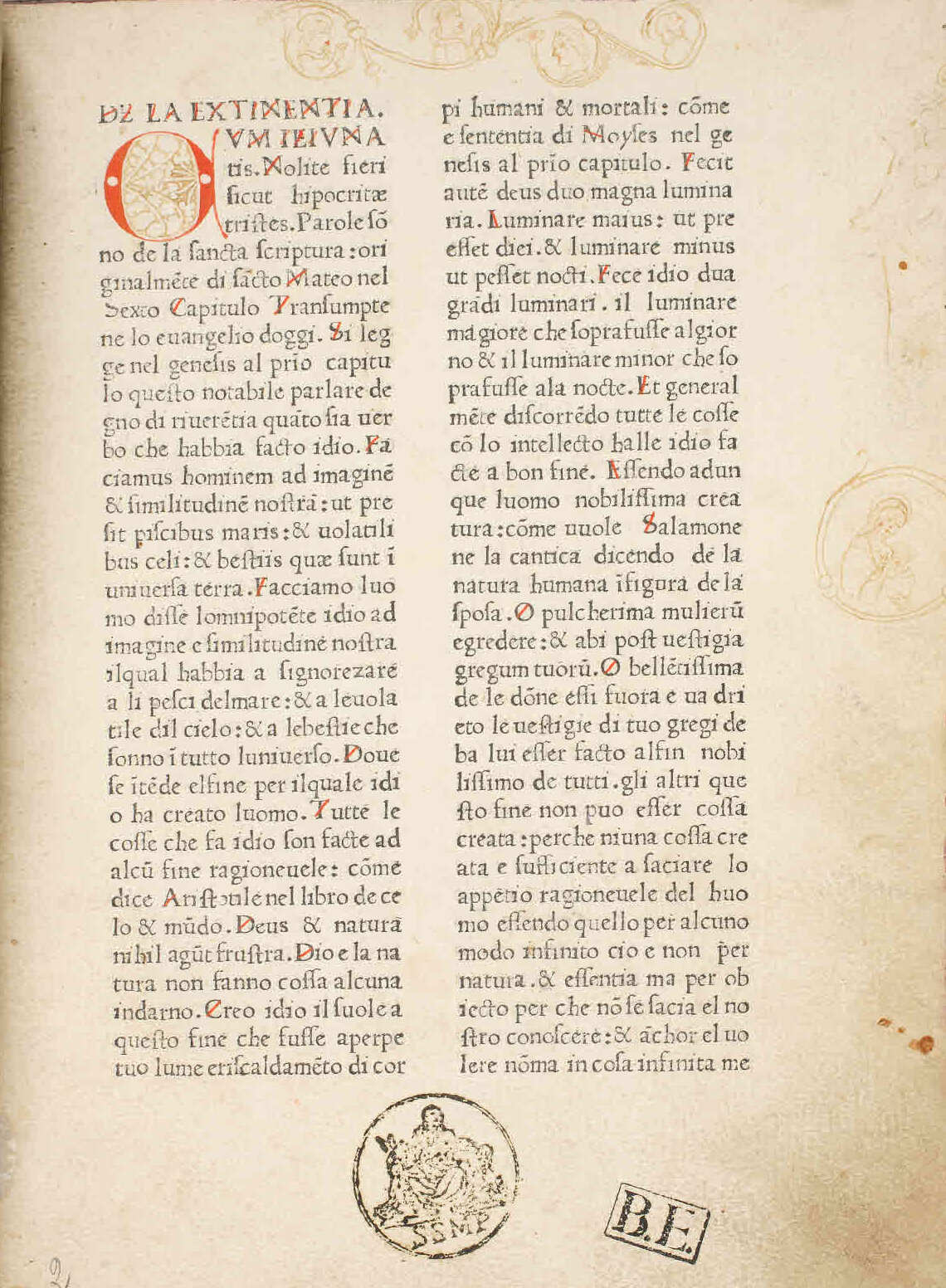
Sermones quadragesimales, 1475

Roberto Caracciolo detto fra Roberto da Lecce (Lecce, 1425 – 6 maggio 1495) è stato un francescano e vescovo cattolico italiano.

## Biografia
Secondo Domenico De Angelis, l'origine del nobile Fra Roberto Da Lezze è la seguente:
(Domenico De Angelis, Vita di Mons. Roberto Caracciolo, vescovo di Aquino e Lecce, 1703)
Fu un francescano dei minori osservanti, verso il 1453 passò ai frati minori conventuali. Nominato cappellano pontificio predicò la Crociata nell'Italia centro-settentrionale, quindi fu nominato predicatore della Cappella Reale di Napoli. Fu nominato vescovo di Aquino da papa Sisto IV, quindi vescovo di Lecce (1484-1485) e di nuovo di Aquino.
Nel 1480-1481 partecipò, al seguito di Alfonso duca di Calabria, alla liberazione di Otranto conquistata dai turchi a seguito del Sacco di Otranto.
Fra Roberto Da Lezze è considerato tra i più famosi predicatori del suo tempo meritando l'appellativo di "Paolo novello", "principe dei predicatori". Le sue prediche accompagnate da una grande abilità mimica scatenava l'entusiasmo non solo delle folle ma anche di papi (Niccolò V, Callisto III, Sisto IV) e sovrani (Cosimo de' Medici, Francesco Sforza, Ferdinando II d'Aragona, ecc.). Sepolto a Lecce nella Chiesa di San Francesco della Scarpa il suo epitaffio fu scritto dal Pontano, e non da Ermolao Barbaro (morto nel 1493). I suoi 27 Sermoni Quaresimali (Venezia 1475) ebbero numerose edizioni in tutta Europa, mentre lo Specchio della Fede (Venezia 1495, 1537) fu il primo testo del genere scritto in volgare.

## Opere
- Roberto Caracciolo, Sermones quadragesimales, Michele Manzolo, 1480.
- Roberto Caracciolo, Specchio della fede, 1495.

### Riferimenti
1. 1 2   Domenico De Angelis, Vita di Mons. Roberto Caraccialo, vescovo di Aquino e Lecce, Napoli, Leonardo-Giuseppe Sellitto (Tip.), 15 settembre 1703,  pp. 3,58,108, OCLC 1084223937. URL consultato il 23 agosto 2019 (archiviato il 23 agosto 2019). Ospitato su archive.is.
«Landolfo Caracciolo, Frate Franciscano discepolo di Scoto, vescovo di Castellamare, indi arcivescovo di Amalfi, Gran Protonotario del Regno, e per la Regina Giovanna Prima, ambasciatore plenipotenziario per la Pace in Sicilia"»
2. ↑   Specchio del la fede vulgare. Nuovamente impresso e diligentemente correcto... URL consultato il 23 agosto 2019 (archiviato il 23 agosto 2019).
«Incomenza la epistola di fra Roberto da Lezze a lo Illustrissimo Alphonso de Aragonia: Duca de Calabria: primogenito del Regno.»